# Пищеблок (роман)
«Пищебло́к» — роман Алексея Иванова в жанре, близком одновременно и к мистическому хоррору, и к подростковому роману. Опубликован в конце 2018 года. В 2021 году вышел снятый по его мотивам одноимённый сериал.

## Сюжет
Роман состоит из пяти частей, каждая из которых разбита на 12 глав. Действие разворачивается в пионерском лагере «Буревестник» на берегу Волги в окрестностях Самары (до 1991 года город назывался Куйбышев) во время Олимпиады-1980. В лагерь прибыла очередная смена пионеров, а также вожатые из числа студентов. На территории лагеря также проживает в отдельном доме ветеран Гражданской войны Серп Иванович Иеронов, почётный шеф лагеря.
Всё идёт своим чередом, пока Валерка Лагунов, один из пионеров, не становится свидетелем того, как его сосед по комнате, Лёва Хлопов, пьёт кровь у спящего мальчика. Оказывается, что вампиры становятся чрезмерно «правильными», постоянно ходят в пионерском галстуке, боятся святой воды, а также могут повелевать теми, у кого пьют кровь.
Вторым человеком, которому открывается истинное положение вещей, становится вожатый Игорь Корзухин, обнаруживающий, что вампиром стала его любимая девушка Вероника. Вместе с Валеркой Игорь пытается найти объяснение всему происходящему, и узнаёт у поварихи бабы Нюры, бывшей «пиявицы», что существует «тёмный стратилат» — повелитель вампиров, которому они приносят кровь своих жертв, а потом умирают. Неожиданно оказывается, что «стратилат» — Серп Иваныч Иеронов, давно уже превративший пионерский лагерь в свою «кормовую базу». Игорь разрабатывает план, как заманить вампиров на речной трамвайчик и, отойдя от берега, изолировать их, пока Валерка закроет на замок в помещении столовой Серпа Иваныча — не имея возможности испить крови в ту фазу луны, когда стратилат впервые стал самим собой, он должен умереть.
Однако всё срывается: девочки из числа врагов подруги Валерки Анастасийки подкарауливают их вдвоём и запирают Анастасийку в пищеблоке, выбросив ключ. Пока Валерка его ищет, появляется стратилат и застаёт двоих детей. Чтобы спасти Анастасийку от жаждущего крови стратилата, Валерка пользуется мистическим правилом: требует у Серпа его собственную кровь, тем самым становясь стратилатом сам, а бывшего повелителя вампиров отправляет на самосожжение в пионерском костре.
Смена заканчивается, пионеры и вожатые возвращаются домой. Валерка с тревогой ждёт пробуждения в себе вампирской жажды крови, а Игорь обещает быть с ним и бороться вместе.
Как высказывался сам автор книги: «Видите ли, на самом деле Советских Союзов было как минимум три. Один — солнечная страна детства, которую вспоминают с нежностью. Второй — социальное государство, в меру сил заботившееся о своих гражданах. Третий — идеологическая машина, подавляющая свободу личности. У меня есть ностальгия по детству, я уважаю социальные достижения государства, но категорически против идеологического прессинга. Я считаю, что идеология — вещь умозрительная, она мешает естественному развитию жизни. И совершенно неприемлемо её насильственное насаждение в обществе. Говоря упрощенно, если в романе слово „вампиризм“ заменить словом „идеология“, то будет ясно, о чём „Пищеблок“».

## Основные персонажи
- Серп Иваныч Иеронов — участник Гражданской войны, пенсионер союзного значения.
- Валерка Лагунов — пионер четвёртого отряда, мечтающий о настоящем коллективизме и взаимовыручке.
- Игорь Корзухин — студент филфака, второй вожатый четвёртого отряда, молодой парень, несколько не вписывающийся в коллектив лагеря из-за своего нонконформизма.
- Вероника Несветова — вожатая, девушка Игоря, вступившая с ним в связь в то время, как считалась невестой другого вожатого, Саши Плоткина.
- Ирина Копылова — первая вожатая четвёртого отряда.
- Анастасийка Сергушина — пионерка, командир четвёртого отряда, подруга Валерки.
- Веня Гельбич, Андрей Титяпкин (Титяпа), Женя Гурьянов (Гурька), Лёва Хлопов, Серёжа Домрачев, Славик Мухин и др. — пионеры.

## Критика
Литературные критики характеризовали «Пищеблок» как:
- «добротную коммерческую прозу»[2],
- «смешную полуподростковую повесть»[3],
- «пионерский ужастик»[4],
- «ностальгическую историю об ушедшем прошлом»[3],
- «честный жанровый роман без постмодернистских вывертов и излишних перемигиваний с читателем»[4].

Сочетание пионерской и вампирской тематики часть критиков восприняла как «неожиданное и удачное», часть — как «натужное и коммерчески мотивированное». За приключенческим фасадом пытались считать послание о том, «как легко распространяется в обществе любая идеология, если правильно выбран момент», «как среди глубоко фальшивых, давно никому не нужных советских ритуалов вызревает вампир».
- Григорий Служитель: «Книга проникнута живым юмором и обаянием декаданса позднего социализма, и это самая полная энциклопедия подросткового фольклора и сленга последних тридцати лет.»[8].
- Наталья Ломыкина (Forbes): «Обаятельный, сюжетный, очень реалистичный, несмотря на вампирские укусы, текст»[3].
- Егор Михайлов («Афиша»): «„Пищеблок“ собран из понятных деталей, собран по инструкции, аккуратно смазан и не вызывает восторга, как не вызывает его новая мясорубка. Всё это то ли банальность плохого романа, то ли аккуратность смазанного механизма.»[4].
- Дмитрий Быков («Собеседник»): «Это вроде „Псоглавцев“, детского триллера на схожем материале. И написана эта вещь без обычной ивановской изобретательности, почти нейтральным языком.»[7].
- Константин Мильчин: «Вампирское и советское в этом романе тесно переплетено. Ну идея как идея, не самая свежая, у Пелевина про связь политики и кровососания есть аж два романа. <…> А с другой стороны — что вообще может быть банальнее, чем сюжет про школьников на отдыхе и хтоническую нечисть?»[6]

## Экранизация
19 мая 2021 года в онлайн-кинотеатре «КиноПоиск HD» состоялась премьера одноимённого сериала.
8 июля 2023 года вышло продолжение сериала «Пищеблок-2» в онлайн-кинотеатре «КиноПоиск HD»..

## Продолжение
В 2023 году вышла вторая часть романа «Пищеблок», которая является прямым продолжением первого романа Алексея Иванова. Автором книги стала писательница Анна Пронина. Книга была опубликована издательством «Рипол Классик».